# 夏洛滕堡运河

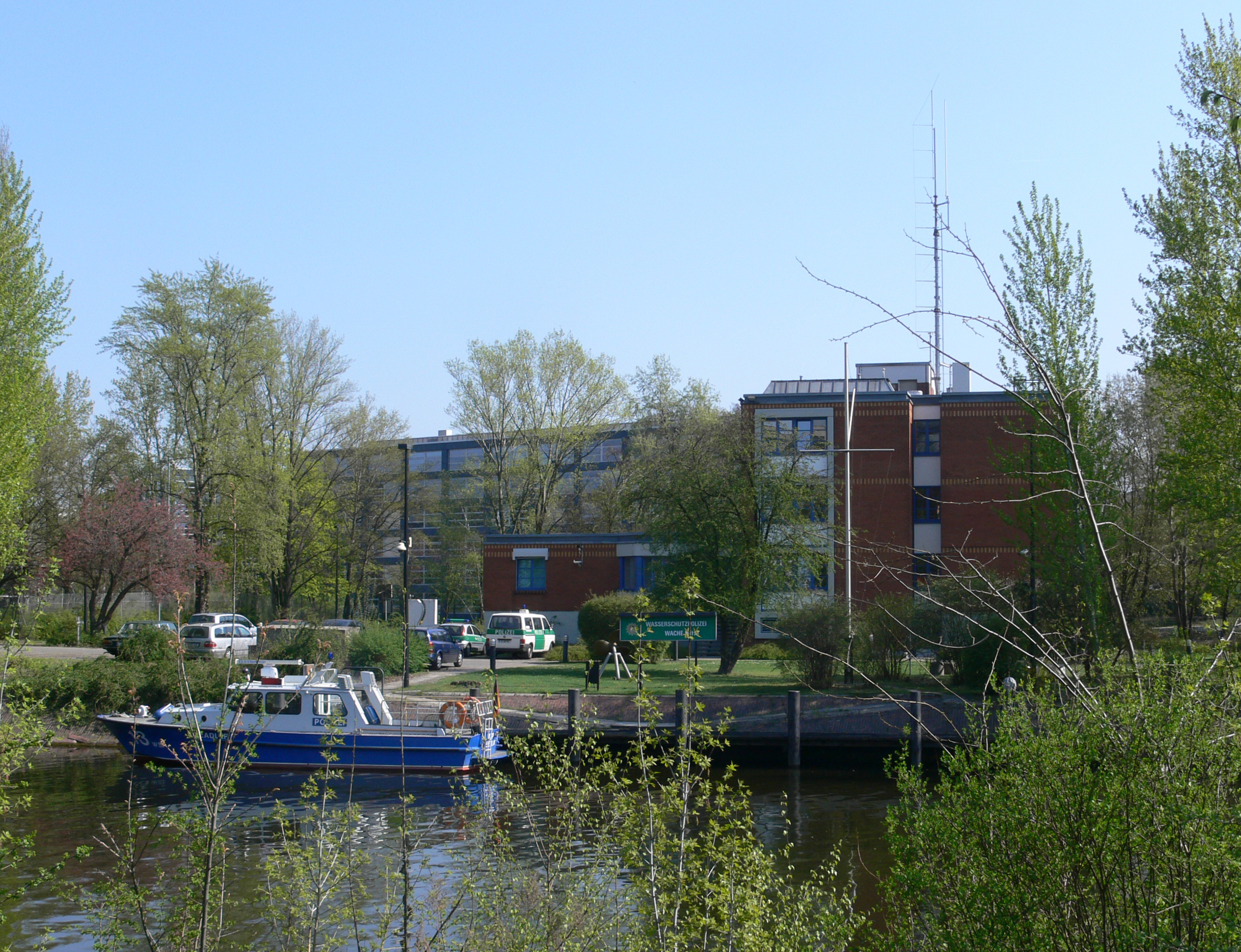
夏洛滕堡运河

夏洛滕堡运河（德語：Charlottenburger Verbindungskanal）是位于德国柏林的一条运河。该运河原长度3.2公里，建于1848-1859年间，原本联通施普雷河与柏林-施潘道运河。该运河有一西东流向的河段在1956年西港运河建成后被填平。剩下的河段长约1.7公里，联通着北边的西港运河和南边的施普雷河以及蘭德韋爾運河。